# Borgmestre i Tvøroyri
Borgmestre i Tvøroyri er en liste over borgermestre i Tvøroyri kommune, på Færøerne, siden 1889.

## Borgmestre
| Periode          | Navn                 |
| ---------------- | -------------------- |
| 1889–1905        | Oliver Effersøe      |
| 1926–1930        | Kristian Djurhuus    |
| 1934–1957        | Peter Mohr Dam       |
| 1964             | Hemming O. Jespersen |
| 1966             | Hemming O. Jespersen |
| 1967–1984        | Sverre Midjord       |
| 1985–1992        | Dánjal av Rana       |
| 1993–2000        | Páll Vang            |
| 2001– 2003       | Finnleif Guttesen    |
| 3. februar 2003– | Kristin Michelsen    |